# 맹경순
맹경순(孟京順, 1950년 9월 24일 ~ )은 가톨릭평화방송의 아나운서이다.

## 학력
- 이화여자고등학교
- 이화여자대학교 국문학 학사

## 경력
- 1973년 동아방송 아나운서 입사
- 1975년 민주언론운동으로 동아방송 해직
- 1976년 프리랜서로문화방송라디오'푸른신호등'진행
- 1978년 ~ 1980년 11월 30일 프리랜서로동양방송 라디오프로그램 진행
- 1980년 12월 1일 ~ 1990년 4월 14일 KBS  MBC 프리랜서로 라디오 진행
- 1990년 평화방송 아나운서 팀장
- 2002년 7월 평화방송 평화신문 라디오국 아나운서부 위원
- 1995년 9월 ~ 2000년 6월 평화방송 라디오국 아나운서부 부장
- 평화방송 편성제작국 아나운서부 위원
- 2000년 7월 평화방송 평화신문 아나운서실 실장
- 2002년 7월 평화방송 평화신문 라디오국 아나운서부 위원
- 가톨릭평화방송 아나운서

## 방송
- 오늘의 동아방송
- 안녕하세요, 6시입니다
- 달려라 365일
- 아침의 로터리
- 미스맹에게 물어보세요
- 소비자시대
- 그 말씀 온땅으로
- 높은데서 사슴처럼
- 행복이 가득한 곳에
- PBC교차로
- 신앙상담 진리따라 길을 찾아
- 생방송 가톨릭 정보데이트
- 이산의 시간 망향의 노래
- 지구촌 음악여행
- 맹경순·최재원의 사랑歌 행복家
- PBC 성서못자리
- 신앙상담 따뜻한 동행
- 북콘서트-추기경 김수환 이야기
- 열린세상 오늘! (2001년 10월 22일 ~ 2002년 4월 13일)
- 추억의 가요산책
- FM 음악공감
- 심야책방

## 수상
- 1999년 제26회 한국방송대상 아나운서상
- 2007년 대한민국아나운서대상 대상